# Ильинская слобода (проезд, Санкт-Петербург)
Ильи́нская слобода́ — проезд в Красногвардейском районе Санкт-Петербурга. Проходит от шоссе Революции до реки Лубьи в одноимённом историческом районе, а также в историческом районе Пороховые.

## История
Возникла в начале XVIII века как рабочая слобода Охтинских пороховых заводов. Название происходит от Ильинской церкви, возведённой здесь в 1720 году. В 1744 году деревянная церковь была перестроена. Сохранившаяся до наших дней каменная церковь Святого Пророка Илии была построена в 1782—1785 годах. Охраняется государством как памятник архитектуры.

## Пересечения
- Шоссе Революции

## Транспорт
Ближайшая к Ильинской слободе станция метро — «Ладожская» 4-й (Правобережной) линии (около 3,7 км по прямой).
Движение наземного общественного транспорта отсутствует.

## Достопримечательности

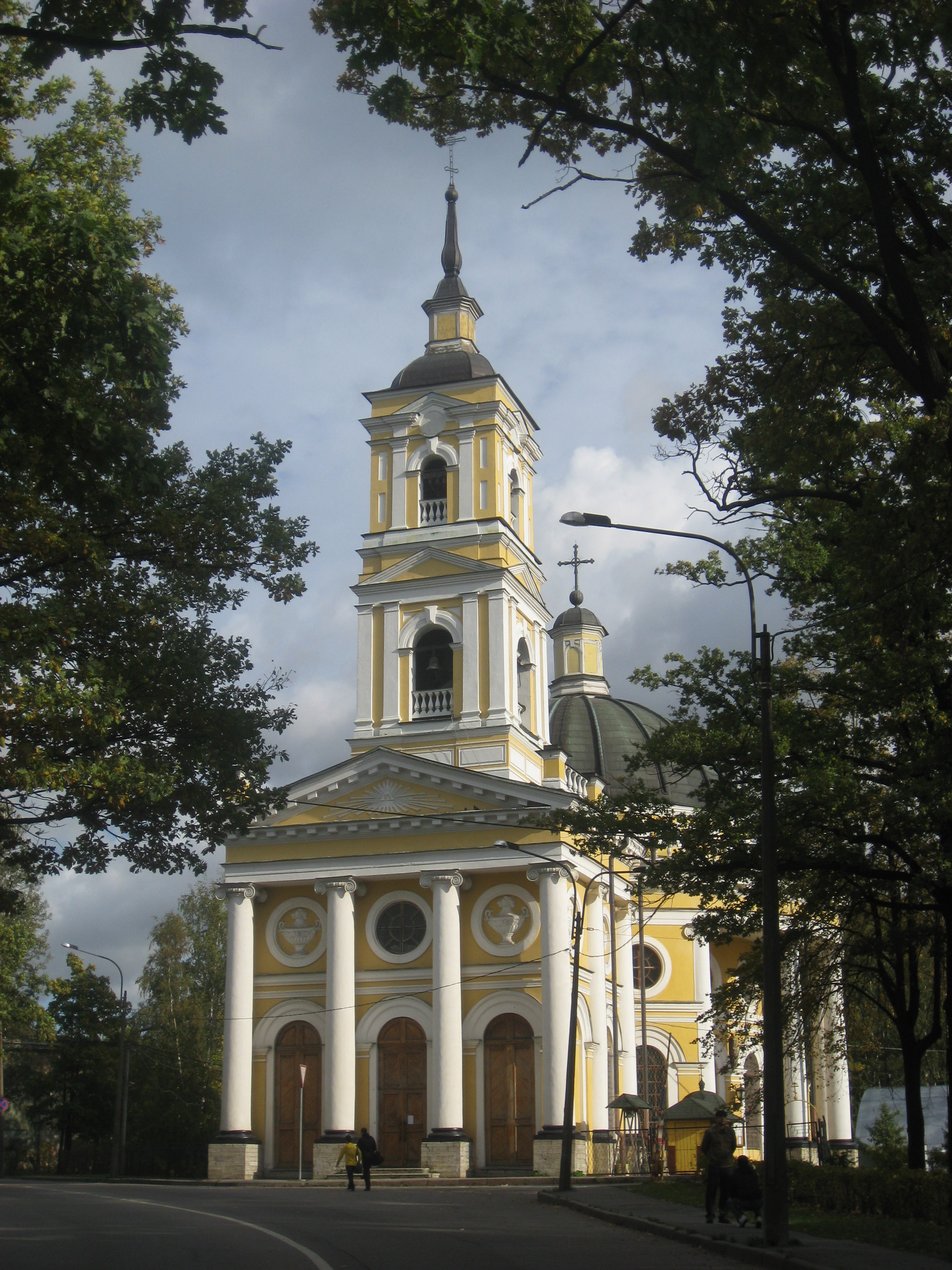
Храм Святого Илии Пророка

- Лупповский мост
- Ильинский сад
- Храм Святого Илии Пророка